# Ömnögovĭ
Ömnögovĭ is een van de eenentwintig ajmguud (bestuurlijke regio's) van Mongolië. De hoofdstad van de in het zuiden gelegen provincie is Dalanzadgad.
De zuidelijke grens van de provincie, tevens de grens met China (autonome regio Binnen-Mongolië), bevindt zich in de Gobiwoestijn. Ömnögovĭ telt 66.722 inwoners (2018) op een oppervlakte van 165.400 km².
Ömnögovi is bekend om diverse toeristische attracties, zoals de brandende klippen van Bajanzag, het  Nationaal Park Govĭ Gurvan Sajhan en de zingende duinen van Khongoryn Els.

## Economie
De ajmag is rijk aan de delfstoffen steenkool, goud en koper. Aan het begin van de 21e eeuw werd werk gemaakt van ontwikkeling van de infrastructuur, om de voorraden bij Tawan Tolgoi (steenkool), en bij Ojuu Tolgoi (koper en goud) te kunnen ontsluiten. Naast de mijnbouw domineert de veeteelt, met een bestand van 400.000 geiten, 290.000 schapen, 130.000 kamelen en 70.000 paarden. Kameelhaar en Kasjmierwol worden geëxporteerd. In enkele oases, zoals in Dal nabij Dalanzadgad, worden groenten geteeld.

## Verkeer
Het vliegveld van Dalanzadgad heeft een onverharde en een verharde landingsbaan. Er worden regelmatige vluchten op de hoofdstad Ulaanbaatar uitgevoerd. In de rest van de provincie zijn er nog privé-vliegvelden in Chanbogd en Tsogttsetsii, die in samenhang met de mijnbouwprojecten in Tawan Tolgoi en Ojuu Tolgoi werden aangelegd en die gebruikt worden door de nationale maatschappijen Eznis Airways en Aero Mongolia.

## Administratieve indeling
| Sum          | Mongoolse naam | Bevolking (2009) | Oppervlak (km²) | Inwoners per km² |
| ------------ | -------------- | ---------------- | --------------- | ---------------- |
| Bajandalai   | Баяндалай      | 2316             | 10.751          | 0.22             |
| Bajan-Owoo   | Баян-Овоо      | 1574             | 10.474          | 0.15             |
| Bulgan       | Булган         | 2395             | 7498            | 0.32             |
| Chanbogd     | Ханбогд        | 3154             | 15.151          | 0.21             |
| Chan chongor | Хан хонгор     | 2376             | 9931            | 0.24             |
| Chürmen      | Хүрмэн         | 1796             | 12.393          | 0.14             |
| Gurwantes    | Гурвантэс      | 4034             | 27.967          | 0.14             |
| Mandal-Owoo  | Мандал-Овоо    | 1954             | 6433            | 0.30             |
| Manlai       | Манлай         | 2450             | 12.418          | 0.20             |
| Nojon        | Ноён           | 1318             | 10.550          | 0.12             |
| Dalanzadgad  | Даланзадгад    | 17.946           | 476             | 37.70            |
| Sewrei       | Сэврэй         | 2191             | 8095            | 0.27             |
| Tsogt-Owoo   | Цогт-Овоо      | 1666             | 6526            | 0.26             |
| Tsogttsetsii | Цогтцэций      | 2642             | 7246            | 0.36             |

## Afbeeldingen

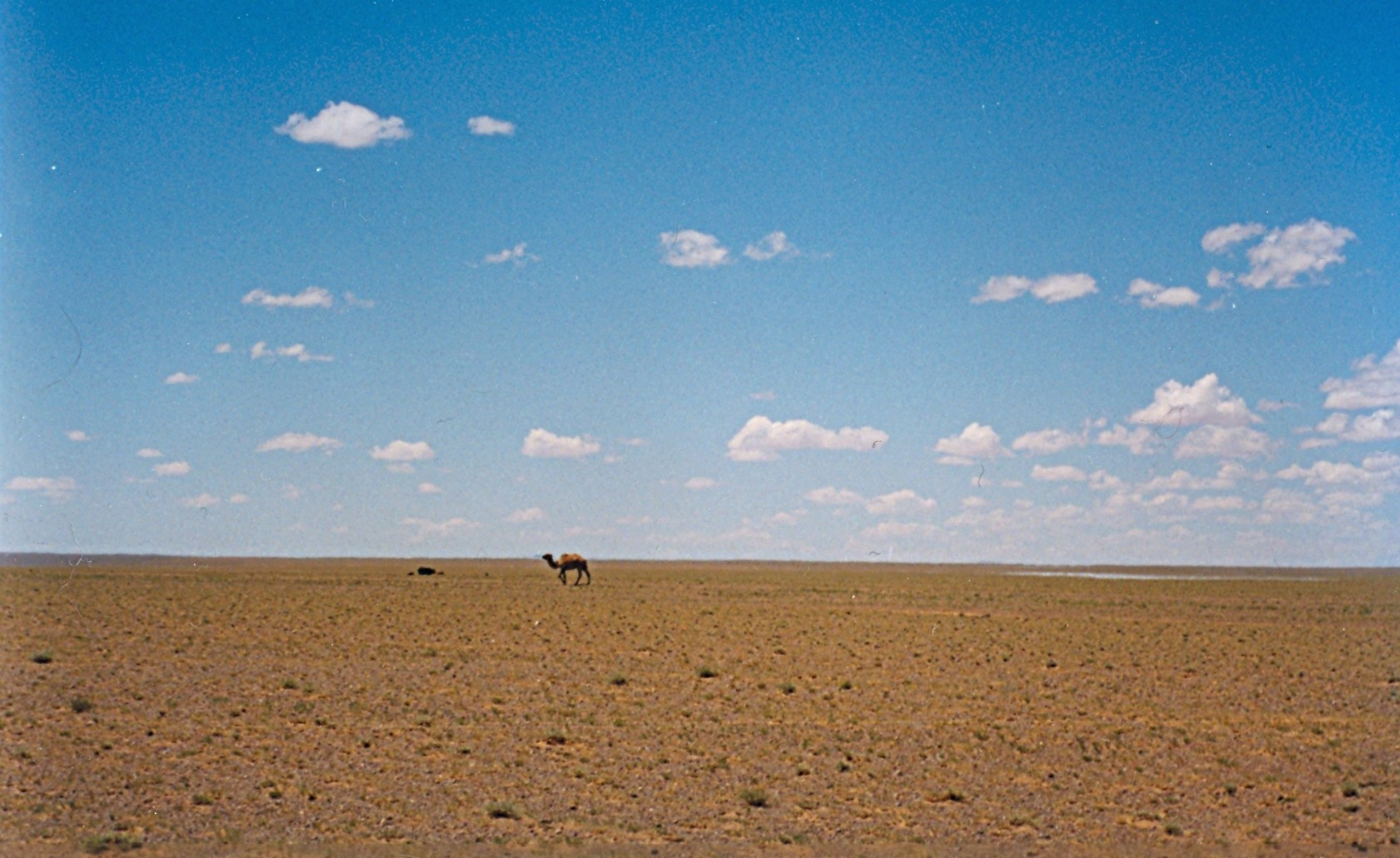
Landschap in ajmag Ömnögovi
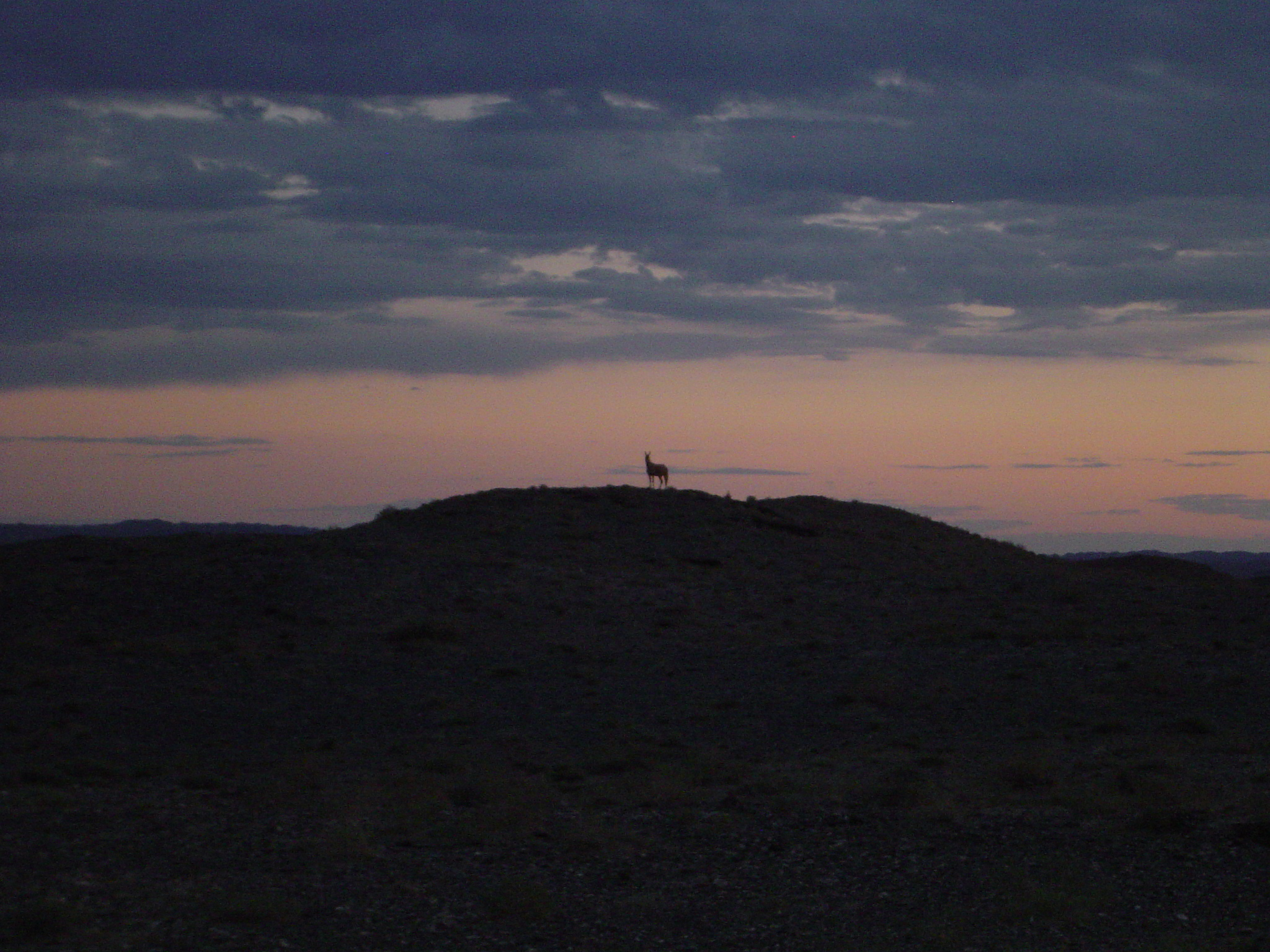
Mongoolse wilde ezel in de Gobi van Ömnögovi
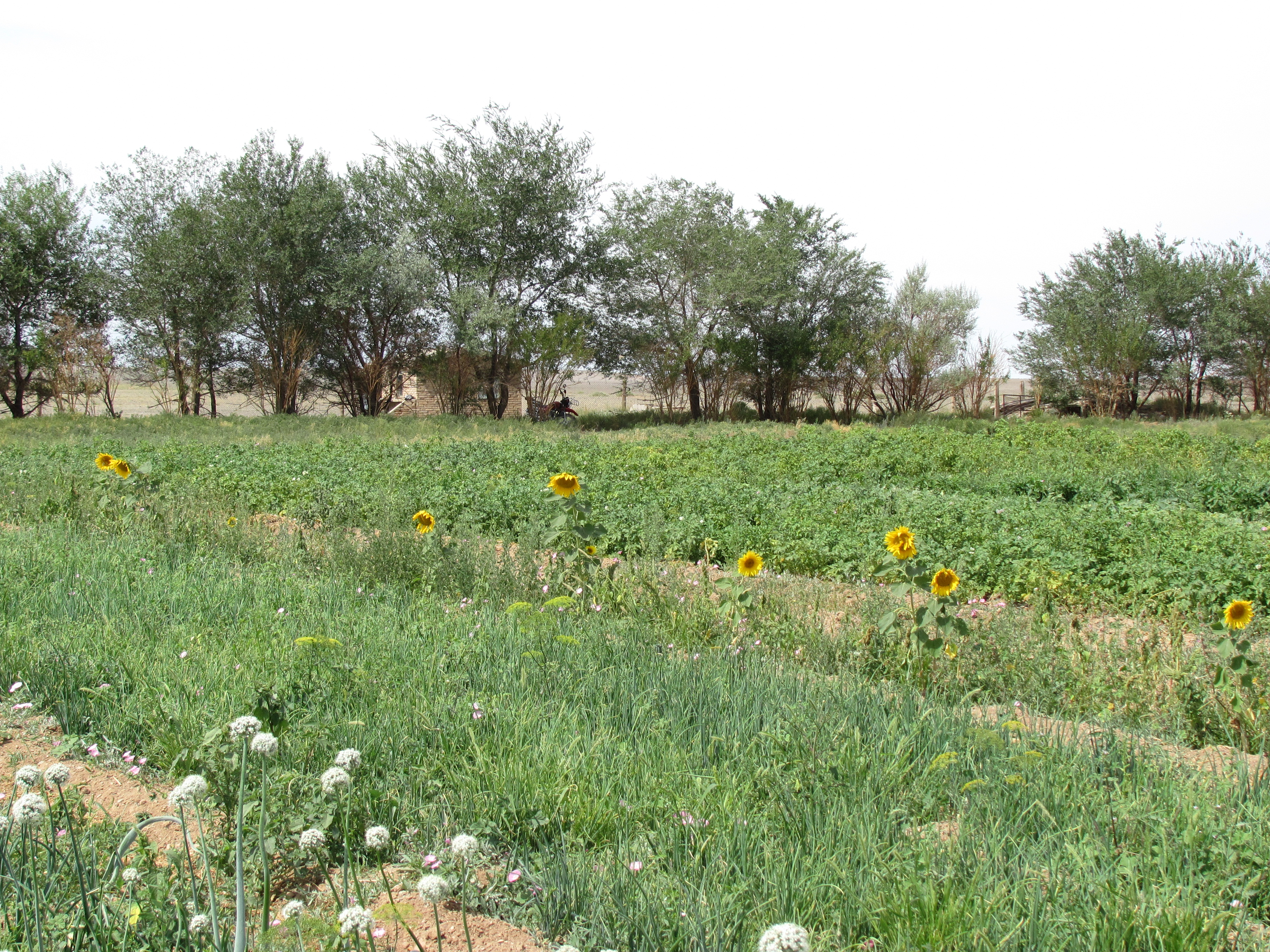
Groenteteelt in de Dal-oase.

Arhangaj · Bajan-Ölgi · Bajanhongor · Bulgan · Darhan-Uul · Dornod · Dornogovĭ · Dundgovĭ · Govĭ-Altaj · Govĭsümber · Henti · Hovd · Hövsgöl · Ömnögovĭ · Orhon · Övörhangaj · Selenge · Sühbaatar · Töv · Uvs · Zavhan